# Dragon 32/64
Il Dragon 32 e il Dragon 64 sono home computer prodotti tra il 1982 e il 1984. Simili al TRS-80 Color Computer, vennero prodotti per il mercato europeo dall'azienda gallese Dragon Data. Il numero di modello si riferisce alla memoria del sistema, 32 o 64 KB.
Dopo l'abbandono della Dragon Data, il Dragon 64 fu prodotto ancora come Dragon 200, con un nuovo design esteriore, dalla ditta spagnola Eurohard.

## Storia
All'inizio degli anni ottanta il mercato degli home computer nel Regno Unito ebbe una crescita esponenziale. Quasi ogni mese veniva messa in commercio una nuova macchina e nell'agosto 1982 la Dragon Data entrò nel mercato con il Dragon 32; il Dragon 64 arrivò l'anno successivo. I computer erano basati sul Motorola 6809E a 0.89 MHz. Il sistema vendette bene e questo spinse diversi sviluppatori a programmare software per la macchina. Poco dopo la presentazione della macchina venne fondata anche Dragon User, una rivista britannica dedicata al sistema.
Nel mercato domestico i videogiochi erano una potente attrattiva e il Dragon era dotato di limitate capacità grafiche quindi nel settore i suoi videogiochi erano mediamente inferiori a quelli della concorrenza. Il Dragon non era in grado di mostrare le lettere minuscole con semplicità e questo era un limite per le applicazioni commerciali. Queste e altre limitazioni resero a lungo andare il Dragon un insuccesso commerciale e nel giugno 1984 la Dragon Data fallì.
Nonostante il fallimento della casa madre il Dragon continuò a vivere a lungo, la sua scheda madre era robusta e il sistema poteva essere personalizzato con facilità, questo spinse molte persone a modificare il loro computer aggiungendovi funzionalità e prolungandone la vita utile. La rivista Dragon User continuò a uscire fino a gennaio 1989.

## Videogiochi
Sebbene il Dragon 32 fosse una macchina adatta ai giochi, la sua tecnologia basata sul TRS-80 CoCo era vecchia di due anni in partenza. Per i suoi tempi il sonoro era decente, ma la grafica era carente. Ha al massimo 9 colori, ma si riducono in proporzione alla risoluzione della modalità grafica; alla risoluzione più alta di 256x192 pixel diventa monocromatico. Inoltre le modalità grafiche e testo non si possono mescolare, per cui diventa complicato programmare l'aggiunta di semplici scritte come il punteggio.
Il Dragon è basato sul processore 6809, non usato da altri computer diffusi nel Regno Unito, per cui era semisconosciuto ai programmatori britannici e non si poteva fare porting del codice sorgente dei giochi da/a versioni per altri computer. Questo non invogliava le case produttrici a investire sforzi nei giochi per Dragon. Comunque ci furono aziende britanniche come CRL e Incentive che produssero diversi buoni titoli, e occasionalmente si interessarono anche aziende di rilievo come la Ocean (che convertì Hunchback). Molti prodotti vennero però dal mercato statunitense per TRS-80 CoCo, i cui giochi potevano essere convertiti piuttosto facilmente per Dragon. Parecchio software per CoCo fu acquisito con licenza dalla Dragon Data, ma soprattutto dalla Microdeal, azienda della Cornovaglia che diventò l'editore più attivo, con oltre 200 giochi pubblicati tra il 1982 e il 1988. Microdeal è ricordata soprattutto per i suoi veloci giochi d'azione, in particolare quelli con la sua mascotte Cuthbert.
Sono noti oltre 500 videogiochi per Dragon 32 e 64, su circa 2000 prodotti software commerciali.
Secondo una selezione fatta dalla rivista Retro Gamer, dieci dei più grandi giochi per Dragon 32 sono Chuckie Egg, Jet Set Willy, Donkey King (clone spudorato di Donkey Kong, poi rinominato The King), Devil Assault (clone di Demon Attack), Rommel's Revenge, Leggit, Gridrunner, Backtrack, The Ket Trilogy (raccolta di Mountains of Ket, Temple of Vran, The Final Mission), Airball.